# Banco de Portugal (Leiria)

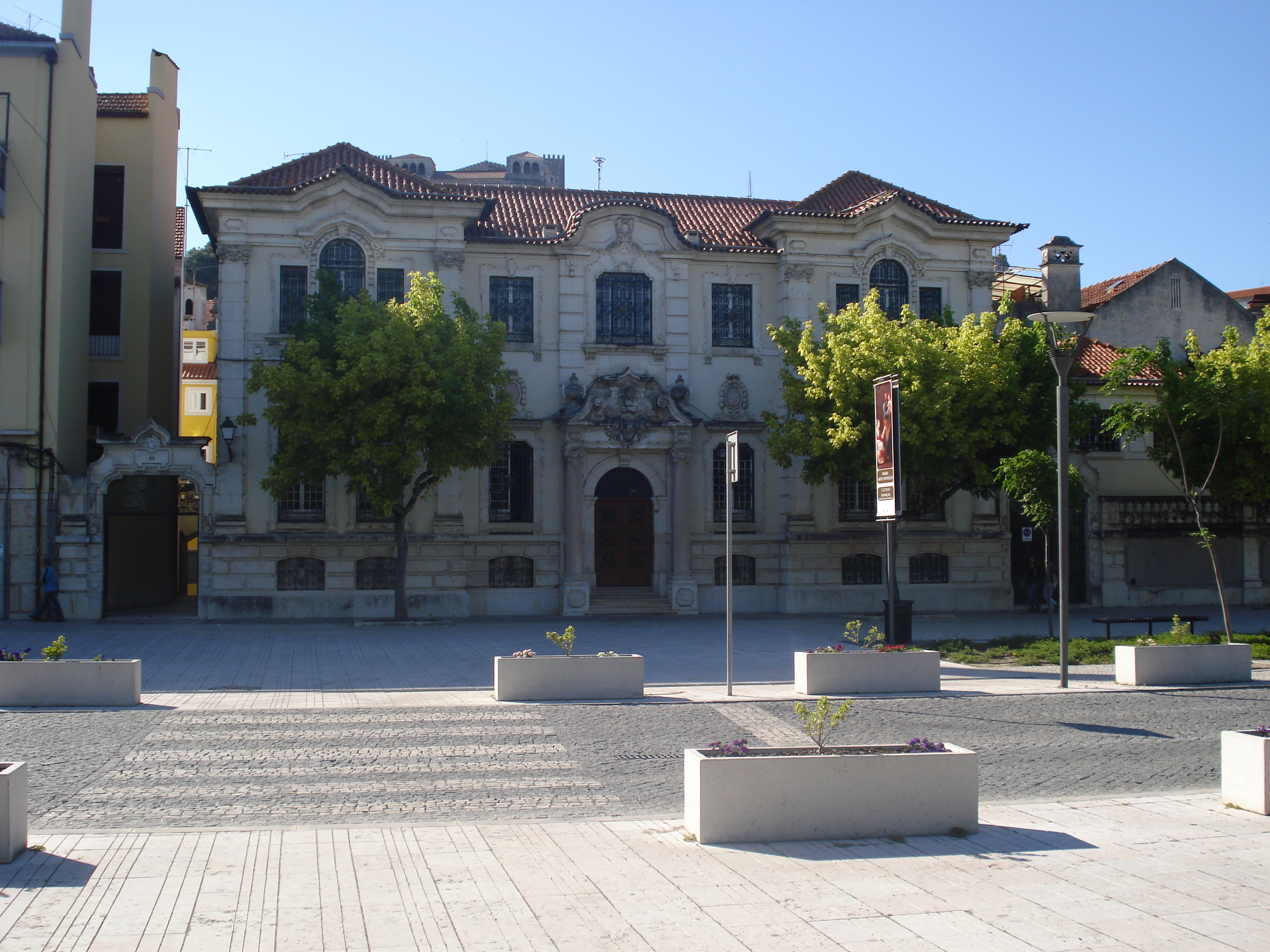
A antiga Agência do Banco de Portugal em Leiria

O antigo Edifício do Banco de Portugal em Leiria está situado no centro da cidade de Leiria, em Portugal, tendo sido projetado pelo arquiteto Ernesto Korrodi. De acordo com a Câmara de Leira, o edifício "é habitualmente utilizado para albergar as exposições de pintura de maior projeção."
Este edifício foi projectado em 1923 e inaugurado cinco anos depois, no estilo de Arte Nova. O edifício é composto de três corpos e tem a forma de dois rectângulos, pelo que apresenta traços neobarrocos. Apresenta janelas trabalhadas e com ferro forjado, e o pórtico, com duas colunas, é ricamente decorado, destacando-se a coroa com as armas nacionais no cimo do mesmo.
O edifício foi construído para ali funcionar uma delegação, ou agência, do Banco de Portugal, fundado em 1846. Após o encerramento da delegação de Leiria pelo Banco de Portugal, o edifício foi adquirido pela Câmara Municipal, que após obras de requalificação o converteu em sede do departamento da cultura municipal e espaço cultural.
O corrente espaço cultural, designado Banco das Artes Galeria, conta já com uma larga lista de exposições de artistas locais, nacionais e internacionais. O espaço conta com exposições de António Oláio, Leonardo Rito, Martim Brion, Pedro Boese, André Tecedeiro, Tom Saunders, entre outros. Sendo que estes quatro últimos artistas (Martim Brion, Pedro Boese, André Tecedeiro e Tom Saunders) realizaram uma exposição colectiva "Área de Diálogo" em 2019. 
A Galeria Municipal conta com um crescente acervo, coleção de arte contemporânea denominada Coleção de Arte Contemporânea do Banco das Artes.